# Yamaha PR
Yamaha PR-serien (PR för Prestige) var en snöskotermodell som introducerades 1976. I princip var detta en Yamaha SW 433C men med den skillnaden att denna hade en hyrdalisk konverter istället för remdriven variator vilket är standard på alla maskiner. Yamaha hade försökt med denna typ av drift tidigare i Yamaha EW-skotrarna. En annan skillnad från SW-serien var att denna hade ett smalt band och slides istället för hjulboggie. PR440 tillverkades enbart under 1976.
Eftersom denna skoter är väldigt ovanlig har författaren valt att jämföra den med Yamaha SW eftersom den skotern är känd i Sverige. För kännaren är den här snöskotern väldigt lik Yamaha TL som inte heller såldes i Sverige.
PR-serien skilde sig från TL-serien genom att PR var mycket spartansk, enklare säte, mindre lyx.

## PR-serien år från år
- 1976 Yamaha PR440 återfanns enbart detta år.